# Helmut Zilk
Helmut Zilk (né le 9 juin 1927 à Vienne et mort le 8 novembre 2008 à Vienne) est un homme politique autrichien membre du Parti social-démocrate d'Autriche (SPÖ).

## Biographie

### Journaliste
Enseignant de formation, il reçoit son doctorat en philosophie en 1951. Il travaille alors au centre de formation des enseignants de Vienne et dans le domaine de la formation des adultes. À partir de 1955, il est parallèlement journaliste à la Radiotélévision autrichienne (ORF). Il conçoit alors des émissions pour le jeune public.
Il est promu en 1967 directeur des programmes par le directeur général de l'ORF Gerd Bacher, bien qu'il appartienne au Parti socialiste d'Autriche (SPÖ), alors que Bacher a été choisi par le Parti populaire autrichien (ÖVP) au pouvoir. Les deux restent en fonction jusqu'à l'éviction du directeur général par le chancelier socialiste Bruno Kreisky en 1974, après quoi Zilk est recruté par le Kronen Zeitung — le plus important quotidien du pays — comme médiateur.

### Débuts en politique et ascension
Nommé conseiller sans portefeuille du gouvernement municipal de Vienne par Leopold Gratz le 13 novembre 1978, il est désigné le 14 février 1979 conseiller à la Culture et aux Services publics. Il renonce alors à travailler au sein du Kronen Zeitung.
Il est choisi le 24 mai 1983 en tant que ministre fédéral de l'Enseignement et des Arts dans le gouvernement du chancelier fédéral socialiste Fred Sinowatz, qui se trouve être son prédécesseur. Il quitte en conséquence l'exécutif de la capitale autrichienne.

### Bourgmestre de Vienne
Le 10 septembre 1984, Helmut Zilk est investi à 57 ans bourgmestre de Vienne en remplacement de Gratz, nommé ministre fédéral des Affaires étrangères. Lui-même sort alors du gouvernement fédéral.
Il est l'initiateur de la réouverture du musée juif et de la construction du monument contre la guerre et le fascisme d'Alfred Hrdlicka.
Les élections régionales du 10 novembre 1991 constituent un sérieux revers pour le SPÖ, qui tombe sous la barre des 50 % des voix pour la première fois depuis 1949. Avec 47,8 % des suffrages, il conserve la majorité absolue au Landtag avec 52 députés.
Il perd sa main gauche le 5 décembre 1993, en ouvrant une lettre piégée par Franz Fuchs, néonazi lui reprochant son engagement en faveur du multiculturalisme et des émigrés.

### Après la politique
Ayant passé dix années au pouvoir, il démissionne le 7 novembre 1994 au profit de Michael Häupl, conseiller à l'Environnement et aux Sports du gouvernement municipal.
Il anime à partir de 1995 un programme de l'ORF et retourne travailler pour le Kronen Zeitung. Il est nommé en 2003 président de la commission de réforme de la Bundesheer par le chancelier conservateur Wolfgang Schüssel.
Il meurt le 8 novembre 2008 des conséquences d'une insuffisance cardiaque, à l'âge de 81 ans. Il est inhumé au Zentralfriedhof de Vienne.

### Source
- Daniel Vernet « Helmut Zilk, ancien maire de Vienne », Le Monde du 8 novembre 2008